# Papp Márk
Papp Márk (Budapest, 1994. január 8. –) magyar olimpikon úszó.

## Sportpályafutása
A Csik Ferenc Általános Iskolában és Gimnáziumban tanult.2012-ben nyílt vízi magyar bajnokságot nyert 5 kilométeren. A nyílt vízi Európa-bajnokságon 31. lett. Medencében az olimpiai B szintet teljesítette, de a magyar szövetség nem indította.
A 2013-as úszó-világbajnokságon 5 kilométeren 28., csapatban kilencedik lett.
A 2014-es úszó-Európa-bajnokságon öt kilométeren 15., tiz kilométeren 17. volt Az Európa-kupa döntőjében 10 kilométeren első, öt kilométeren ötödik volt. Az Európa-kupában második lett.
A 2015-ös úszó-világbajnokságon 5 kilométeren 13., tíz kilométeren 36. volt.
A 2016-os Európa-bajnokságon 10 km-en 10., csapatban harmadik lett. A 2016-os riói olimpián 10 km-es hosszútávúszásban a 13. helyen végzett.
2017-ben a franciaországi Gravelines-ban, a francia nyílt vízi hosszútávúszó bajnokságon 5 kilométeren 00:53:19,00-es idővel összetettben nyolcadikként végzett, ezzel kvalifikálta magát a 2017-es úszó-világbajnokságra.
2017-ben Szegeden a nyílt vízi országos bajnokságon 10 kilométeren második helyen ért célba 1:53:01,91-es idővel.
A budapesti úszó-világbajnokságon 5 kilométeren 55:28,10-es idővel a 31. helyen végzett. Az universiadén 10 km-en tizenegyedik lett.

## Tanulmányai
A budapesti Csik Ferenc Általános Iskola és Gimnáziumban érettségizett 2014-ben, majd a Debreceni Egyetem Gazdaságtudományi Karának sportszervező szakos hallgatója lett.

## Díjai, elismerései
Debreceni Egyetem Kiváló Sportolója (2015, 2016, 2017)